# Powiat krasnostawski
Powiat krasnostawski – powiat w Polsce (województwo lubelskie), utworzony w 1999 roku w ramach reformy administracyjnej. Jego siedzibą jest miasto Krasnystaw.

## Podział administracyjny
W skład powiatu wchodzą:
- gminy miejskie: Krasnystaw
- gminy miejsko-wiejskie: Izbica
- gminy wiejskie: Fajsławice, Gorzków, Krasnystaw, Kraśniczyn, Łopiennik Górny, Rudnik, Siennica Różana, Żółkiewka
- miasta: Izbica, Krasnystaw

## Demografia
Liczba ludności (dane z 30 czerwca 2005):
|        | Ogółem | Ogółem | Kobiety | Kobiety | Mężczyźni | Mężczyźni |
| osób   | %      | osób   | %       | osób    | %         |           |
| ------ | ------ | ------ | ------- | ------- | --------- | --------- |
| Ogółem | 76 508 | 100    | 39 385  | 51,48   | 37 123    | 48,52     |
| Miasto | 19 626 | 25,65  | 10 334  | 13,51   | 9292      | 12,15     |
| Wieś   | 56 882 | 74,35  | 29 051  | 37,97   | 27 831    | 36,38     |

▶Wieś vs ▶miasto
Ogółem (▶k, ▶m)
Miasto (▶k, ▶m)
Wieś (▶k, ▶m)

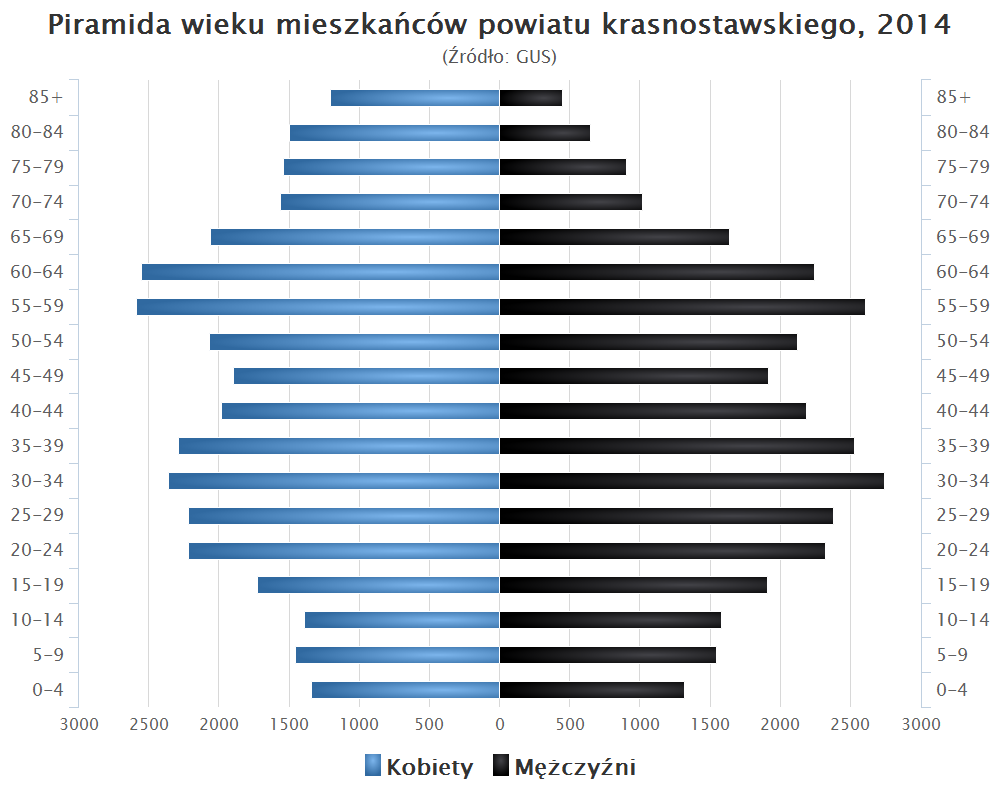
Piramida wieku mieszkańców powiatu krasnostawskiego w 2014 roku

Według danych z 31 grudnia 2019 roku powiat zamieszkiwało 63 258 osób. Natomiast według danych z 30 czerwca 2020 roku powiat zamieszkiwało 62 940 osób.

## Starostowie krasnostawscy
Na podstawie źródła:
- Piotr Jelonek (1 stycznia 1999 – 19 listopada 2002)
- Janusz Szpak (19 listopada 2002 – 22 listopada 2018)
- Andrzej Leńczuk (22 listopada 2018 – 7 maja 2024)
- Janusz Szpak (7 maja 2024 – nadal)

## Sąsiednie powiaty
- powiat zamojski
- powiat biłgorajski
- powiat lubelski
- powiat świdnicki
- powiat chełmski